# Plena (Puerto Rico)
La plena es un género de música, canto y baile originario de Puerto Rico. Su nacimiento se ubica a principios del siglo XX.

## Historia
El origen de la plena se ubica en los alrededores de la ciudad de Ponce a fines de la década de 1880, y en 1910 se escuchó por primera vez en "aguas del Castillo", una población conformada en su mayoría por inmigrantes de San Cristóbal, Tórtola, y Santo Tomás, establecidos en la isla desde finales de 1800.
Un matrimonio migrante de esas islas,  Vielka George y Titon Clark, trajo en su equipaje una guitarra y una pandereta  y con estos instrumentos interpretaron un ritmo musical muy parecido al calipso del Caribe. En un primer momento, fue una expresión instrumental que se valía de guitarra, acordeón y pandero hasta que en 1907, el canto se añadió. Los músicos y amigos del matrimonio al acompañarlos fueron añadiendo nuevos instrumentos  como sansa, cuatro y güiro. Esto fue creando las bases de la plena boricua.[cita requerida] Sin embargo, historiadores puertorriqueños como Ricardo Alegría consideran esta tesis como una leyenda urbana. 
Al igual que la bomba, otro popular estilo musical de Puerto Rico, las raíces de la Plena están en los esclavos y trabajadores de caña de azúcar, los agricultores y otros emigrantes a las zonas urbanas de Puerto Rico. El estilo incorpora las características de muchas culturas, como las de África Occidental, la española y la cubana. En ambientes populares. La plena es considerada a menudo como un "periódico cantado" ya que su contenido lírico puede reflejar noticias, chismes y acontecimientos históricos. 
Muchos instrumentos han contribuido al desarrollo del sonido de la plena. Instrumentos de percusión como panderos (similar a una pequeña pandereta, sin los "jingles" de metal), güiros, congas, timbales, maracas, así como el acordeón, el cuatro y hasta grandes orquestas.

## Importancia y evolución de la plena
La plena es una de las expresiones autóctonas más importantes de la música puertorriqueña, abarcando todo el territorio de la isla, llegando a fortalecerse incluso en círculos puertorriqueños fuera del país.  La plena junto a la bomba, la trova jíbara y la Danza componen los cuatro pilares de la música autóctona puertorriqueña.
Sus primeros exponentes a nivel internacional son Manuel "Canario" Jiménez, Rafael Hernández Marín y Efraín 'Mon' Rivera Castillo, Ángel Luis Torruellas, entre otros. Más tarde músicos más modernos como César Concepción, Rafael Cortijo con Ismael Rivera y La Orquesta Panamericana le dieron un nuevo giro a la plena, añadiendo nuevos sonidos y llevándola a los salones de lujo en hoteles y centros nocturnos.
La plena se comenzó a tocar con panderos e instrumentos puramente autóctonos de Borinquen como es el caso de los tambores "seguidor", "punteador" y "quinto" o "requinto", con afinaciones baja, media y alta. Durante la década del 1970 los "Pleneros del Quinto Olivo" revolucionaron el sonido del género cambiando para siempre la manera en que se toca el requinto.
Al día de hoy, la plena ha sido interpretada en arreglos modernos con los más variados instrumentos, desde violas y violines, hasta piano, flauta y todo tipo de tambores y metales de viento.
A partir de finales de la década de los setenta, salvo producciones esporádicas de Rafael Cortijo, Mon Rivera y la grabación del Lalo Rodríguez "El niño, el soñador y el loco", la plena y la bomba prácticamente desaparecieron de los medios de comunicación masiva, con excepción de alguno que otro tema que gozara de alguna difusión, especialmente en los períodos navideños.
Sin embargo, la plena y la bomba permanecieron como parte de la cultura de la isla gracias a la labor de grupos folklóricos como Los Pleneros de la 23 Abajo, Areito, las familias Ayala y Cepeda y los Pleneros de la 21. Esa labor de difusión se realiza tanto en Puerto Rico y como en los Estados Unidos.
Las agrupaciones contemporáneas, como Viento de Agua y grupo Plena Libre innovaron en el sonido de la plena incluyendo instrumentos como la batería. En la ciudad de Ponce existen los grupos Bomplené, Tres Panderos, entre otros, que han proyectado la plena a nivel internacional.  En el barrio La Cuarta se fundó el grupo "Esencia".  Es una Orquesta con trombones fundada en el 1997 por Ángel "Papote" Alvarado. Principalmente graban plena, además de bomba y salsa. 
Cantantes como Héctor Lavoe, Pete "El Conde" Rodríguez, Ismael Quintana con Eddie Palmieri, Tito Allen con Louie Ramírez, Celia Cruz con Johnny Pacheco, Andy Montañez, Gilberto Santa Rosa, Julito Alvarado y "Del Sur al Norte", y Bobby Cruz con Richie Ray grabaron bombas y plenas. Orquestas como "La Sonora Ponceña", Roberto Roena y el "Conjunto La Perla" también han grabado bomba y plena. Mención especial hay que hacer del cantautor Roberto Angleró y su grupo "Tierra Negra".
Incluso muchas de estas canciones se escucharon en la radio y fueron éxitos musicales: "Si Dios fuera negro" (de Roberto Angleró) (bomba) por Tierra Negra; "Quien no se siente patriota" (plena) por Andy Montañez; "Semillita de cultura" (plena) por Lalo Rodríguez, "Bomba de corazón" por Ismael Quintana con Eddie Palmieri; "A bailar mi bomba" (de Arsenio Rodríguez) por Sammy González con Roberto Roena; "Bomba Carambomba" (de Rafael Cortijo) por Luigui Texidor con La Sonora Ponceña; "No me dejes solo" (de Jorge Luis Piloto) (bomba) por Gilberto Santa Rosa; "Ño Mercedes" (bomba) (de Tite Curet Alonso) por Celia Cruz con Johnny Pacheco.  
En agosto de 2011 el Sr. Pedro Arroyo de la emisora radial de salsa "Z93" pautó la bomba "Boricuas unidos" (de Hernam "Nal" Santos Ortiz) interpretada por la orquesta Del Sur al Norte de Julito Alvarado (CD: Perseverancia).  La canción es interpretada por Héctor Giovanni, Luisito Carrión y Julio Voltio.
En el 2009, Richie Ray & Bobby Cruz en la producción Que vuelva la música grabaron la bomba instrumental "Fantasía Boriqueña" siendo ésta una muestra del nivel al cual se puede llevar la interpretación de la bomba, así como de la plena.
En el 2015, Wilfrido Soto De Arce compuso “Arecibo, La Joya de Borinquén” con la colaboración del arreglista musical Guillermo Calderón, en una plena que como muchas otras cantan a las bellezas de pueblos y ciudades de la “Isla del Encanto", tales como San Germán, Yauco, Aguada, Guánica, Salinas, y Mayagüez.
En el 2025, Bad Bunny lanza su sexto álbum, Debí tirar más fotos (DtMF), un homenaje a la música y sus raíces puertorriqueñas. En él hay una plena con el mismo nombre que el disco.